# مؤسسة كلينتون

شعار مؤسسة كلينتون

مؤسسة كلينتون (بالإنجليزية Clinton Foundation) هي المؤسسة التي أنشأها الرئيس الأسبق للولايات المتحدة بيل كلينتون من أجل "تعزيز قدرة الناس في جميع أنحاء العالم لمواجهة تحديات الترابط العالم"، من خلال شراكات مع الأفراد والمنظمات، والشركات، والحكومات، وغالبا ما تعمل المنظمة كحاضنة للسياسات والبرامج الجديدة.

## مجالات العمل
تركز المؤسسة على أربعة مجالات رئيسية هي:
1. الأمن الصحي
2. التمكين الاقتصادي
3. قيادة التنمية وخدمة المواطن
4. الإثنية العرقية والمصالحة الدينية

## مكاتبها
للمنظمة مكاتب في هارلم بنيويورك سيتي؛ بوسطن عاصمة ماساتشوستس؛ وليتل روك عاصمة أركانسو.

## جائزة كلينتون العالمية للمواطن
تُشرف المؤسسة على جائزة كلينتون العالمية للمواطن والتي تُمنح كل سنة لأحد المستحقين منذ سنة 2007.

## انظر ايضا
- مشروع صندوق الحرية

## روابط خارجية
- William J. Clinton Foundation official website
- 2005 Annual Report of the Foundation
- 2006 Annual Report of the Foundation
- Clinton Global Initiative official website
- Clinton Presidential Center official website